# Monika Hamann
Monika Hamann-Meyer (geboortenaam: Monika Meyer) (Waren, 8 juni 1954) is een voormalige Duitse sprintster, die voor Oost-Duitsland uitkwam en zich had toegelegd op de 100 en 200 m. Zij veroverde in eigen land twee nationale titels en viel enkele malen op Europese kampioenschappen in de prijzen. Gedurende een jaar was zij tevens wereldrecordhoudster op de 4 x 100 m estafette.

## Loopbaan
Meyer nam deel aan de Europese kampioenschappen van 1971 in Helsinki, maar kwam daar niet verder dan de halve finale. Vier jaar later veroverde zij bij de Europese indoorkampioenschappen in Katowice echter het zilver op de 60 m in 7,24 s. Ze finishte achter de Britse Andrea Lynch (eerste in 7,17), maar bleef de befaamde Poolse Irena Szewińska (derde in 7,26) voor. Het bleek haar beste internationale prestatie.
Op de Europese kampioenschappen van 1978 in Praag finishte Monika Hamann als vierde op zowel de 100 als de 200 m en won brons op de 4 x 100 m estafette, samen met Johanna Klier, Carla Bodendorf en Marlies Göhr. Dit was een forse tegenvaller, want juist veertien dagen ervoor had hetzelfde viertal in Potsdam het wereldrecord op 42,27 gesteld. Dat maakte hen in Praag tot favoriete voor de titel. In de finale klopte er echter niets van de wissel tussen Monika Hamann en Carla Bodendorf, waardoor de Russische ploeg in 42,54 naar de overwinning kon snellen, gevolgd door de Britse vrouwen in 42,72.
Hamann was in haar actieve tijd lid van SC Neubrandenburg.

## Titels
- Oost-Duits kampioene 100 m - 1976
- Oost-Duits indoorkampioene 60 m - 1975

## Persoonlijke records
| Onderdeel | Prestatie | Datum            | Plaats  |
| --------- | --------- | ---------------- | ------- |
| 100 m     | 11,03 s   | 1976             | Dresden |
| 200 m     | 22,76 s   | 31 augustus 1978 | Praag   |

## Palmares

### 60 m
- 1975:  Oost-Duitse indoorkamp. – 7,29 s
- 1975:  EK indoor – 7,24 s

### 100 m
- 1971: 5e in ½ fin. EK – 11,8 s
- 1976:  Oost-Duitse kamp. – 11,34 s
- 1978: 4e EK – 11,33 s

### 200 m
- 1978: 4e EK – 22,76 s

### 4 x 100 m
- 1978:  EK – 43,07 s (in serie 43,05 s)